# 丹佛轻轨

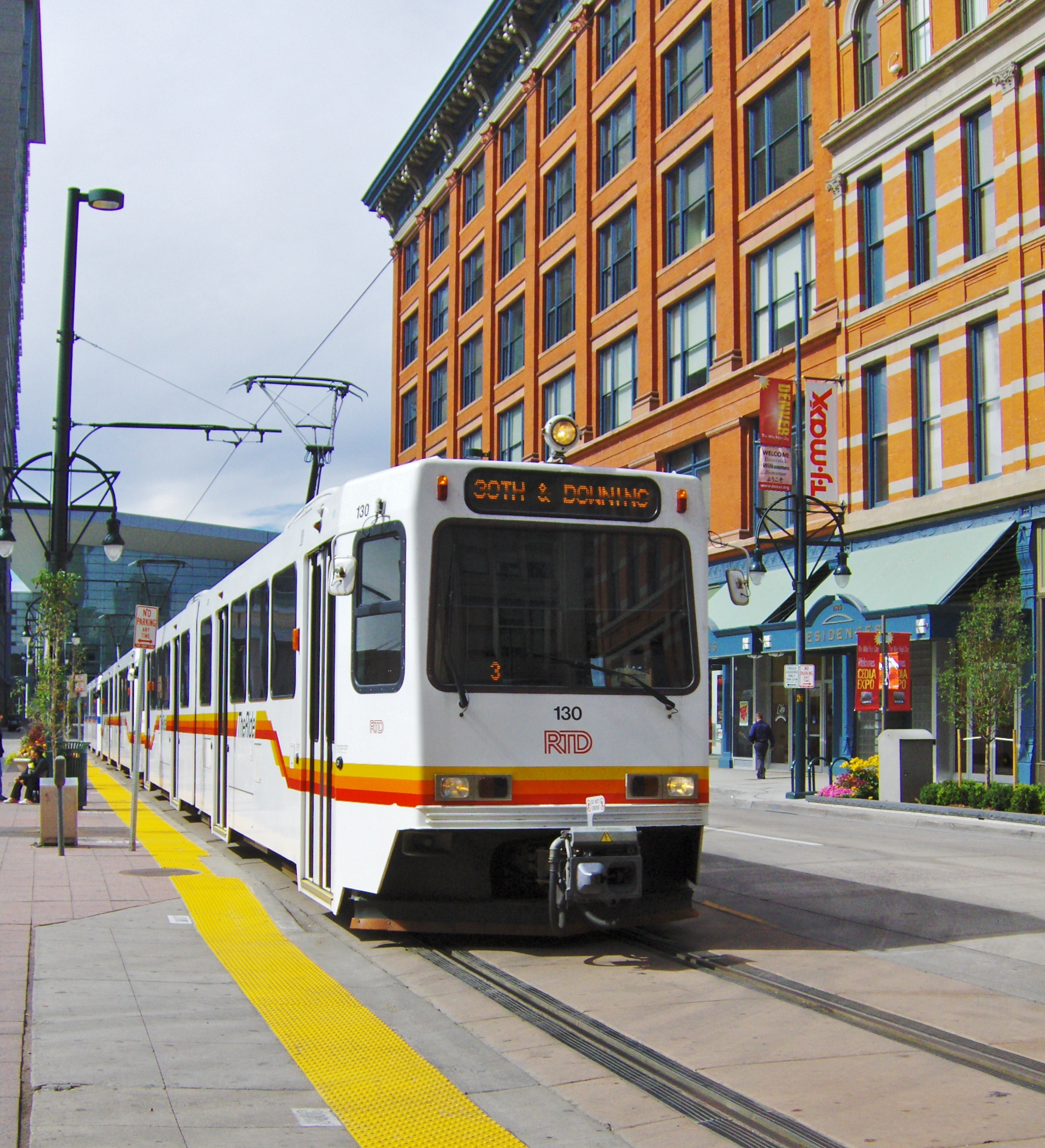
丹佛轻轨列车

轻轨系统地图

丹佛轻轨（英語：RTD Light Rail），全称是地区交通局轻轨（Regional Transportation District light rail） ，是在美国科罗拉多州丹佛地区由丹佛地区交通局运营的一个轻轨系统。该系统有五条线路，36个车站，总长39.4英里（63.41） ，日客流量6.3万人。 

## 线路
该系统有五条线路，分别是C线、D线、E线、F线、以及H线。所有线路都有跟其他线路共线的部分。W线在建。